# Chorona
Das Vokalensemble Chorona (Eigenschreibweise CHORONA) ist ein 15-köpfiger Kammerchor aus Aschaffenburg. Chorona widmet sich dem A-cappella-Gesang von Ars Antiqua bis zeitgenössische Vokalmusik.

## Ensemble
Das Vokalensemble Chorona wurde im Jahr 1999 von der Aschaffenburger Gesanglehrerin Patricia Kunze-Lippert gegründet. Das Ensemble besteht aus acht Frauenstimmen und sieben Männerstimmen.

## Repertoire
Das Repertoire der Chorona beinhaltet chorische und solistische Elemente. Es spannt einen Bogen von der Musik des Frühmittelalters (z. B. Pérotin) zu Vertretern der Renaissancemusik (z. B. Orlando di Lasso, Josquin Desprez, Giovanni Pierluigi da Palestrina) hin zur modernen Vokalmusik (z. B. Hugo Distler).

## Konzerte
Das Vokalensemble Chorona veranstaltet in Aschaffenburg seit zehn Jahren die Konzertreihe „Konzert im Park“,
mit Aufführungen im Park Schönbusch. Chorona tritt überwiegend in der Region Untermain, aber auch im ganzen deutschsprachigen Raum auf, u. a. auch mit Gastinterpreten wie dem Flamenco-Gitarristen Rafael Cortés
oder dem Bläserensemble Klassik in Blech. Presseberichte zum Vokalensemble erscheinen regelmäßig in regionalen und überregionalen Zeitungen sowie in Internet-Zeitungen.